# Amener
Der Amener war ein aus dem Frankreich des 17. Jahrhunderts stammender höfischer Tanz im gemäßigten Dreiertakt, der sich aus dem Branle entwickelte. Sein Charakteristikum waren Einheiten von 6 Takten, die üblicherweise aus zwei Einheiten entweder zu je drei Takten oder zu einmal zwei und einmal vier Takten bestanden. Er wurde nicht im Kreis, sondern in freier Schlangenlinie durch den Raum getanzt, wobei ein Tänzer anführte. Der Name kommt von „Branle à mener“ (französisch „mener“ = „führen“, also etwa „Branle unter Führung“), zunächst wurde er auch Branle de Poictou (Marin Mersenne (1588–1648): Harmonie universelle 1636/37; Pierre Attaingnant (Paris, 1529)) oder Branle de Poitou, später meist nur noch Amener genannt.  Unter Ludwig XIV. und XV. von Frankreich wurden bei Hofbällen nur noch zwei Branles, ein Branle à mener und eine Gavotte zur Eröffnung getanzt. Es wird die Meinung vertreten (Michael Praetorius (1571–1621) und Pierre Rameau (1674–1748) (beide zitiert nach dem insoweit zurückhaltend-distanzierten „New Grove“), sowie Paul Nettl (1889–1972)), der Amener sei eine frühe Form des Menuetts, doch wird dies auch bestritten (Brunner in MGG). 
Heute noch von Bedeutung ist der Amener als Bezeichnung eines Satzes in einer Folge von Musikstücken (genauso wie Gavotte, Sarabande, Gigue, Menuett usw.) bei Barockkomponisten. Er kommt bei Theatertänzen von Alessandro Poglietti (gest. 1683) sowie Suiten von Heinrich Ignaz Franz Biber (1644–1704) und Johann Caspar Ferdinand Fischer (1662–1746) vor. 